# 글로버스 크루거
글로버스 크루거(Globus cruciger)는 "the orb and cross"로도 알려져 있으며, 십자가 위에 올려진 오브(구슬)을 말한다. 그것은 중세 이후로 기독교의 권위의 상징이었으며, 동전, 도상학, 그리고 왕실 예복으로서의 홀과 함께 사용되었다.
십자가는 문자 그대로 지상 통치자의 손에 쥐어진, 세상(오브)에 대한 그리스도의 통치(십자가)를 나타낸다. 서양 예술의 도상학에서 그리스도 자신이 지구본을 들고 있을 때 그는 살바토르 문디('세상의 구세주'라는 라틴어)라고 불린다. 예를 들어, 16세기 프라하의 유아 예수상은 이런 방식으로 글로버스 크루거를 들고 있다.

## 역사

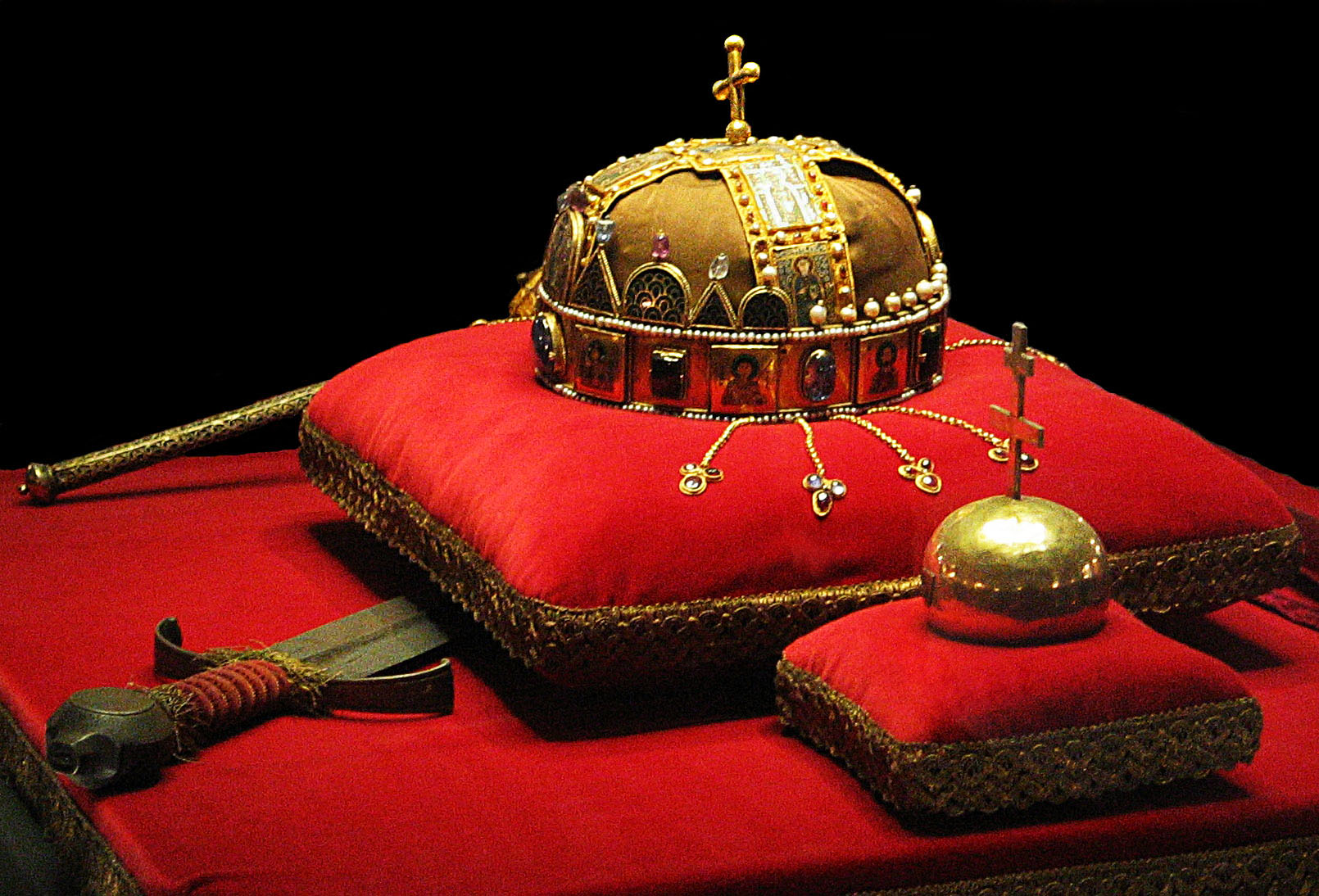
헝가리의 왕관, 검, 글로버스 크루거

교황은 별도의 오브를 상징으로 사용하지 않았다. 글로버스 크루거는 일반적으로 유럽 왕실 왕관의 최종 장식으로 사용되었다. 현대 영국에서도 소버린 오브는 군주제의 보호와 영역 아래 있는 영국의 국가와 교회를 상징한다.

## 같이 보기
- 살바토르 문디